# Podtureň

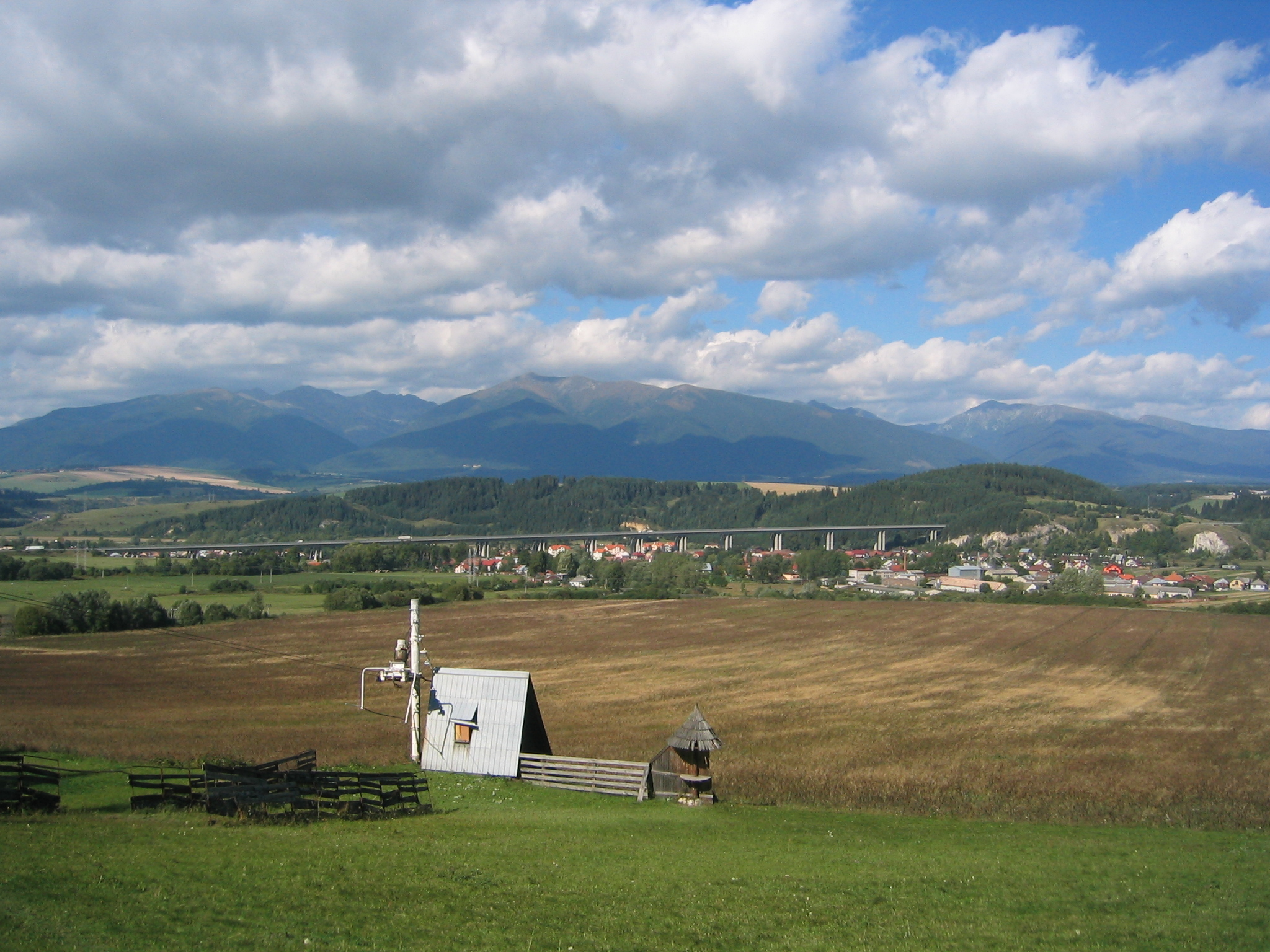
Podtureň

Podtureň (Hongaars: Pottornya) is een Slowaakse gemeente in de regio Žilina, en maakt deel uit van het district Liptovský Mikuláš.
Podtureň telt 917 inwoners.